# Apamea insignata
Apamea insignata là một loài bướm đêm trong họ Noctuidae.